# East Kingston
Pour les articles homonymes, voir Kingston.
East Kingston est une petite ville du Comté de Rockingham dans le New Hampshire aux États-Unis. La population s'élevait à 2 357 habitants lors du recensement de 2010. La ville a été incorporée en 1738.
East Kingston faisait partie à une époque de Kingston et était appelé Kingston East Parish.